# Пакер, Шебнем
Шебнем Пакер (тур. Şebnem Paker; род. 20 июля 1977, Стамбул) — турецкая певица, гитаристка и музыкальный педагог.

## Биография
С 1992 года по 1996 год училась в консерватории Стамбульского университета на отделении классической гитары. Позже, обучалась вокалу в Университете Мармара на музыкальном отделении.
Пакер представляла Турцию на конкурсе песни Евровидение в 1996 и 1997 годах. Её выступление в 1997 году с песней «Dinle», занявшее 3-е место является лучшим результатом Турции в конкурсе до их первой победы в 2003 году. В августе 1997 года выпустила свой единственный альбом под названием Dinle.
В настоящее время является преподавателем средней школы в Стамбуле, Турция. Также стала соавтором учебника, который сейчас используется в художественных вузах Турции.